# Sam Sköld
Samuel "Sam" Alexander Johannes Sköld, född 31 maj 1896 i Wuchang, död 1977, var en svensk missionär.
Sam Sköld var son till Johan Sköld. Efter studentexamen i Stockholm 1914 studerade han vid Karolinska Institutet 1914–1916, var anställd vid svenska generalkonsulatet i Moskva 1918 samt blev filosofie kandidat vid Uppsala universitet 1922, filosofie magister där 1924 och filosofie licentiat i sinologi vid Göteborgs högskola 1936. Sköld reste 1924 till Kina och verkade där först i Svenska kyrkans tjänst men övergick 1926 till Svenska missionsförbundet. 1925–1929 var han lärare vid missionshögskolan i Yinyang och 1930–1935 vid Central China Christian College i Wuchang. Han var ledamot av missionsrådet i Kina 1931–1934 och 1939–1946. 1947–1949 var Sköld missionssekreterare för yttre missionen i Svenska missionsförbundet. 1948–1949 var han ledamot av Svenska missionsrådet, Svenska ekumeniska nämnden och Centralkommittén för kyrkornas världsråd. Från 1950 var han ledare för Svenska missionsförbundets nyinrättade mission i Japan.